# The Long Road Home (miniserie televisiva)
The Long Road Home è una miniserie televisiva statunitense creata da Mikko Alanne.
La serie, basata sul libro del 2007 di Martha Raddatz The Long Road Home: A Story of War and Family è interpretata da Michael Kelly, Jason Ritter, Kate Bosworth, Sarah Wayne Callies, Jeremy Sisto, Noel Fisher, Jon Beavers, E. J. Bonilla, Jorge Diaz, Roland Buck lll, Ian Quinlan, Darius Homayoun, Patrick Schwarzenegger e Joey Luthman.
La miniserie ha debuttato negli Stati Uniti su National Geographic il 7 novembre 2017, mentre in Italia è stata trasmessa sempre su National Geographic dal 14 novembre 2017.

## Trama
La miniserie racconta la storia della battaglia di otto ore nella città Sadr il 4 aprile 2004, che ha seguito l'agguato di un nuovo plotone americano.

## Puntate
| n°  | Titolo originale                | Titolo italiano               | Prima TV USA     | Prima TV Italia  |
| --- | ------------------------------- | ----------------------------- | ---------------- | ---------------- |
| 1/2 | Black Sunday (Part I - Part II) | La guerra si avvicina         | 7 novembre 2017  | 14 novembre 2017 |
| 3   | Into the Unknown                | Scomparsi nel nulla           | 14 novembre 2017 | 21 novembre 2017 |
| 4   | In the Valley of Death          | Nella valle della morte       | 21 novembre 2017 | 28 novembre 2017 |
| 5   | The Choice                      | La scelta                     | 28 novembre 2017 | 5 dicembre 2017  |
| 6   | A City Called Heaven            | La sofferenza delle battaglie | 5 dicembre 2017  | 12 dicembre 2017 |
| 7   | Abandon Hope                    | Senza speranza                | 12 dicembre 2017 | 19 dicembre 2017 |
| 8   | Always Dream of Me              | Epilogo                       | 19 dicembre 2017 | 26 dicembre 2017 |

## Personaggi e interpreti
- Gary Volesky, interpretato da Michael Kelly, è il Tenente Colonnello a capo dei Rangers.
- Troy Denomy, interpretato da Jason Ritter, è il Capitano dei Rangers.
- Gina Denomy, interpretata da Kate Bosworth.
- Leann Volesky, interpretata da Sarah Wayne Callies.
- Robert Miltenberger, interpretato da Jeremy Sisto.
- Tomas Young, interpretato da Noel Fisher.
- Eric Bourquin, interpretato da Jon Beavers.
- Shane Aguero, interpretato da E. J. Bonilla.
- Israel Garza, interpretato da Jorge Diaz.
- Rafael Martin, interpretato da Roland Buck lll.
- Jonathan Ridell interpretato da Joey luthman
- Robert Arsiaga, interpretato da Ian Quinlan.
- Jassim Al-Lani, interpretato da Darius Homayoun.
- Ben Hayhurst, interpretato da Patrick Schwarzenegger.

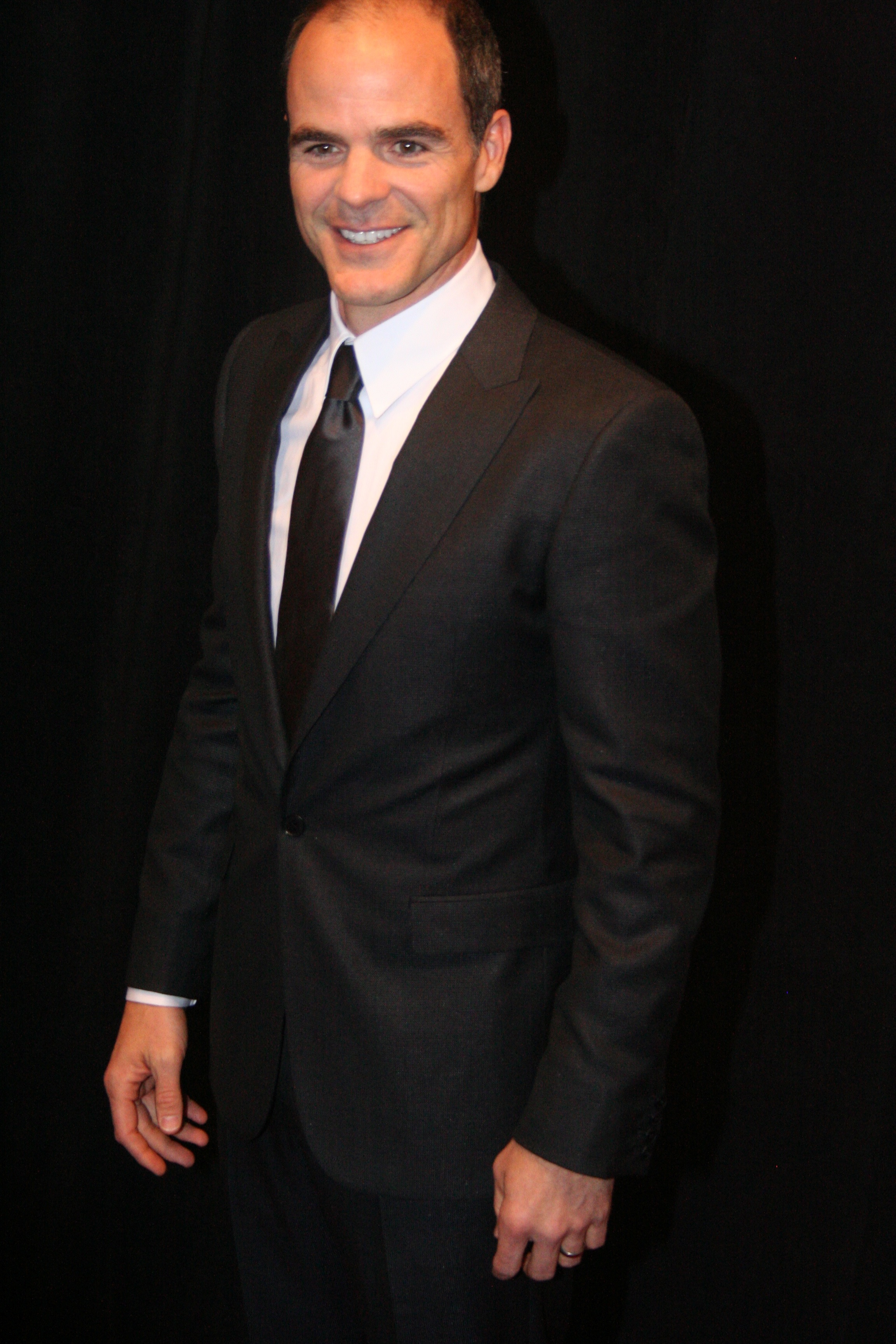
Michael Kelly interpreta Gary Volesky
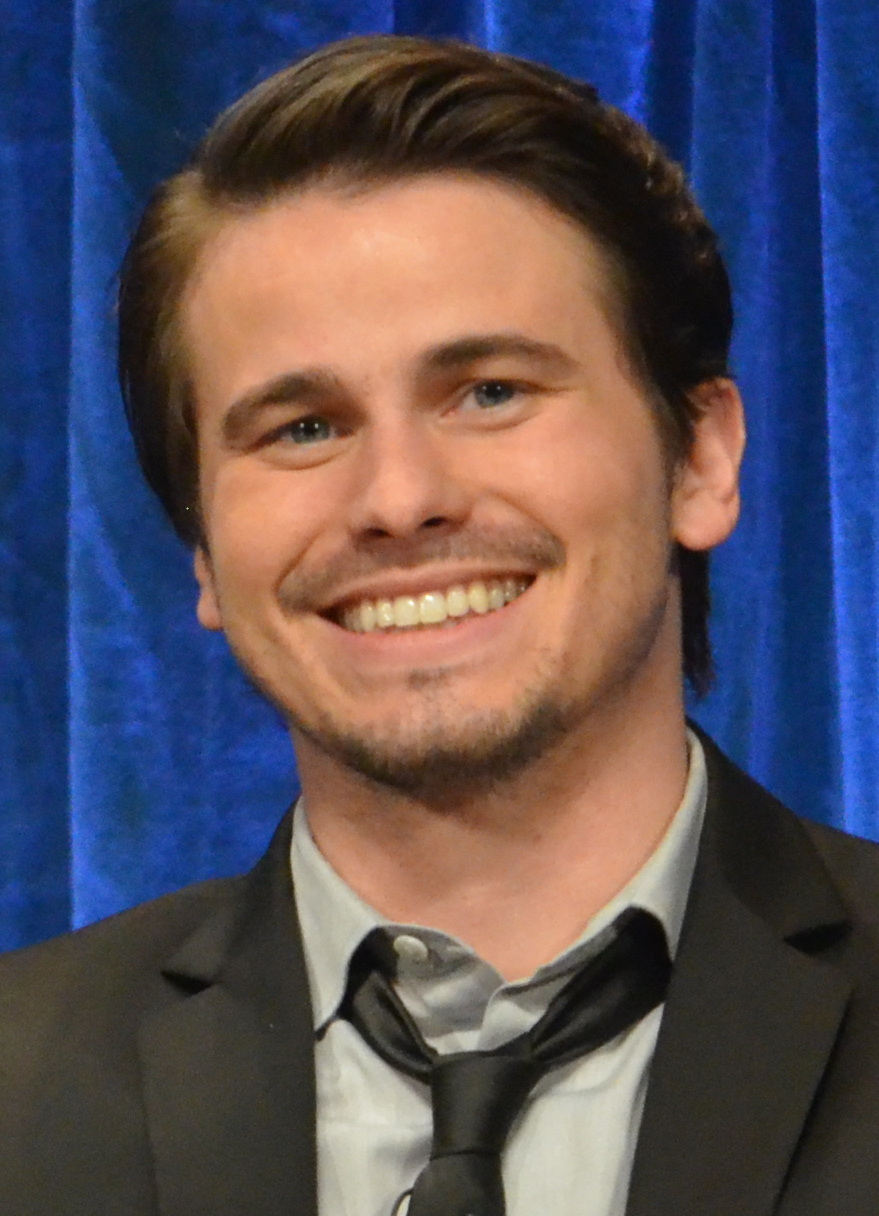
Jason Ritter interpreta Troy Denomy
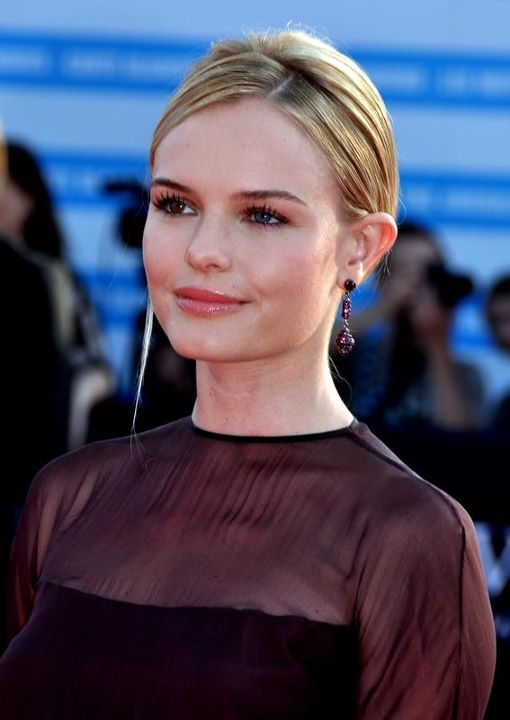
Kate Bosworth interpreta Gina Denomy
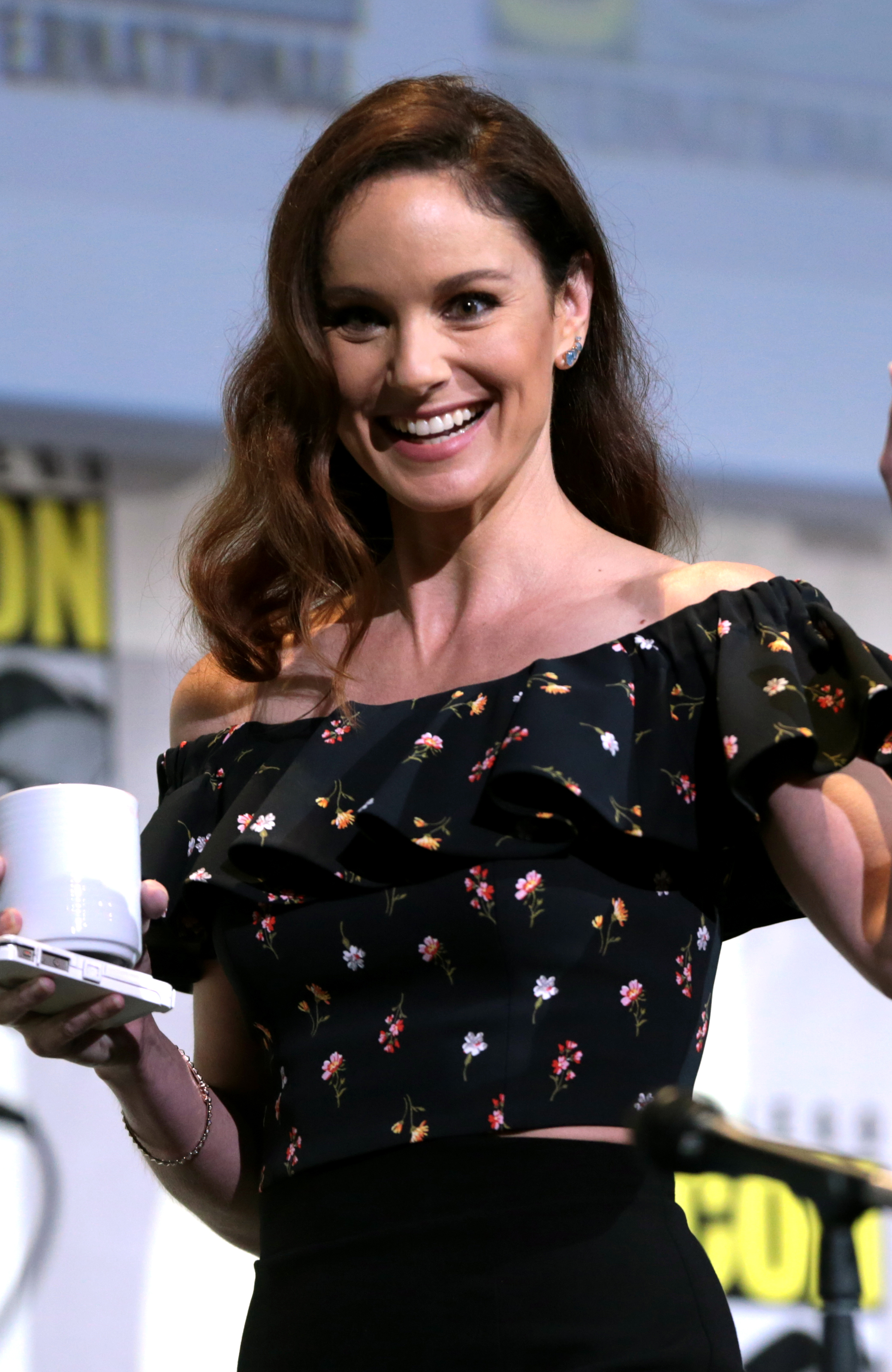
Sarah Wayne Callies interpreta Leann Volesky
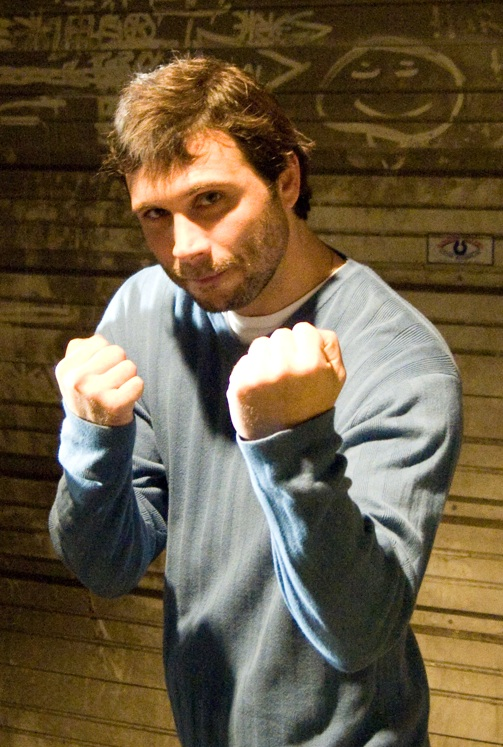
Jeremy Sisto interpreta Robert Miltenberger
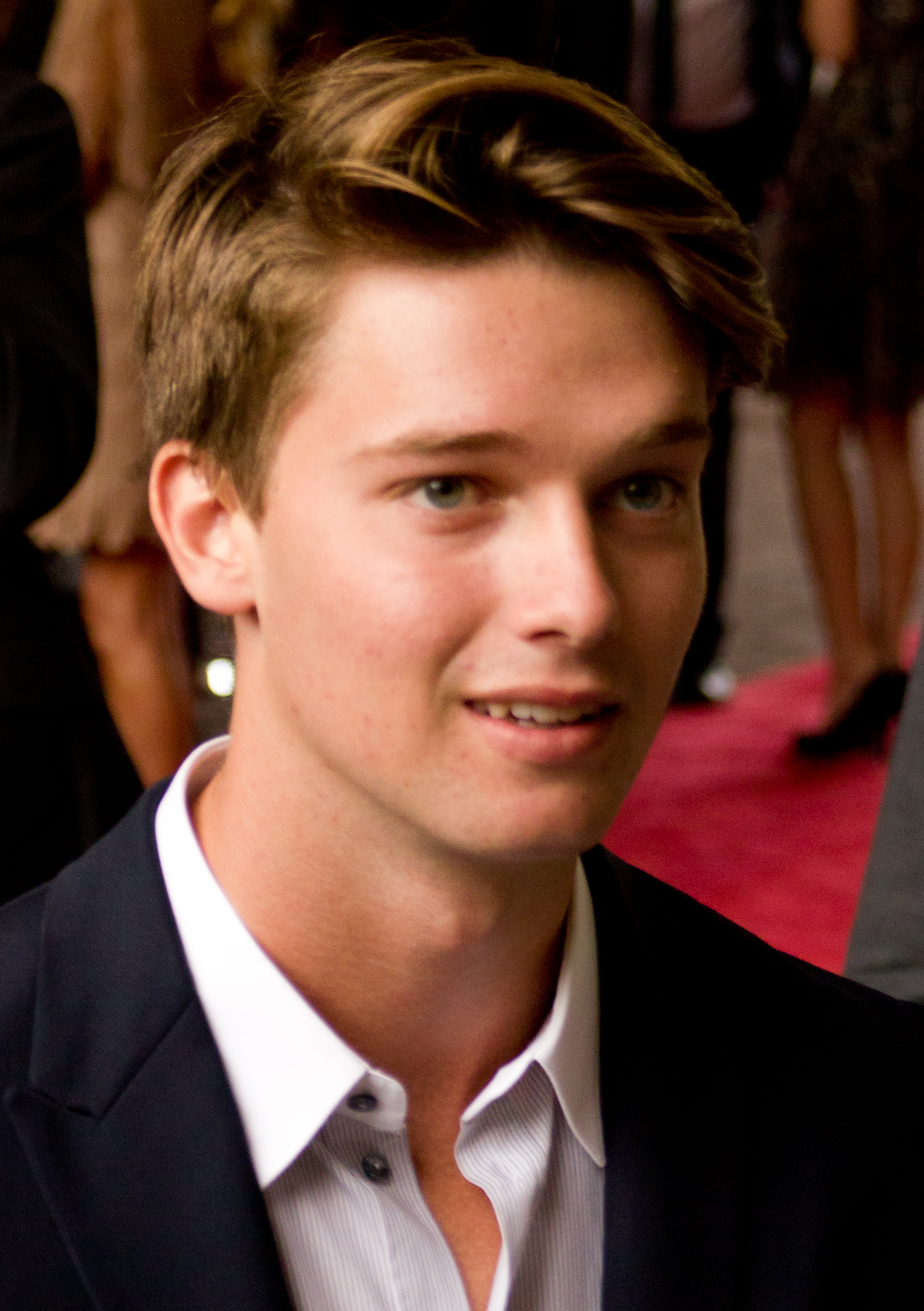
Patrick Schwarzenegger interpreta Ben Hayhurst

## Accoglienza
La serie è stata accolta positivamente dalla critica. Sull'aggregatore di recensioni Rotten Tomatoes ha un indice di gradimento dell'82 % con un voto medio di 8,25 su 10, basato su 11 recensioni, mentre su Metacritic ha un punteggio di 80 su 100, basato su 8 recensioni.

## Riconoscimenti
- 2017 - Critics' Choice Television Awards[9][10]
  - Nomination alla Miglior miniserie